# Hôpital Saint Joseph des Soeurs de la Croix
El Hôpital Saint Joseph des Soeurs de la Croix es una institución médica privada, sin fines de lucro en Dora, Beirut, Líbano. Se trata de una residencia hospitalaria para los estudiantes de la Universidad de San José y las escuelas de medicina de las universidades libanesas. El hospital esta reservado a los suburbios del norte de Beirut que están densamente poblados.
El beato padre Jacques fundó el hospital en 1952 él fundó la Congregación de las Hermanas Franciscanas de la Cruz del Líbano que jugó un papel importante en ayudar a las víctimas de la Primera Guerra Mundial en el Líbano. El hospital ha seguido gestionado por las Hermanas de la Santa Cruz y conforme con la ética de la ley libanesa y el Consejo Pontificio para la Pastoral de los Agentes Sanitarios.